# Cremastus lineatus
Cremastus lineatus là một loài tò vò trong họ Ichneumonidae.